# Anschlag in Peschawar am 4. März 2022
Der Anschlag in Peschawar am 4. März 2022 war ein terroristischer Sprengstoffanschlag auf eine schiitische Moschee in Peschawar, Pakistan.

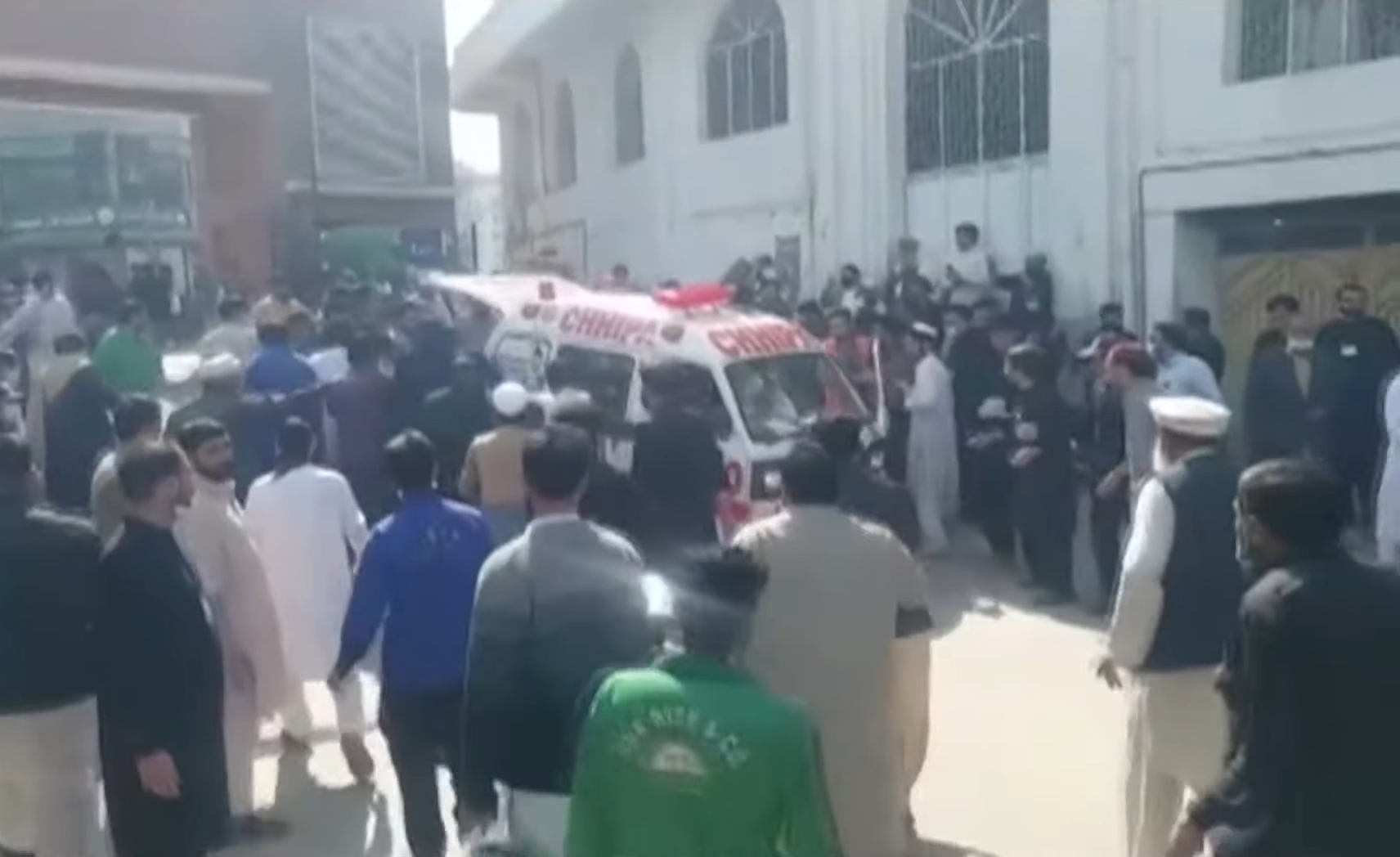
Krankenwagen im Einsatz nach dem Anschlag

## Hintergrund
Seit dem späten 20. Jahrhundert kam es in Pakistan häufig zu islamistischen und religiös motivierten Anschlägen, bei denen Tausende Menschen getötet wurden. Seit dem Jahr 2004 eskalierte die Gewalt und der Konflikt in Nordwest-Pakistan begann. In Peschawar, der Hauptstadt und größten Stadt von Khyber Pakhtunkhwa, einer an Afghanistan grenzenden Provinz in Pakistan, kam es zu zahlreichen größeren Angriffen. In den Jahren vor dem Anschlag im Jahr 2022 erlebte Peschawar "eine relative Ruhe", die jedoch von "einem deutlichen Anstieg der Gewalt" entlang militärischer Außenposten an der Grenze zwischen Pakistan und Afghanistan gestört wurde.
Kucha Risaldar (auch Kocha Risaldar oder Kucha Risalda geschrieben) ist ein überwiegend schiitisches Viertel in der Altstadt von Peschawar. Seine Hauptmoschee, das Ziel des Angriffs, befindet sich auf dem Qissa-Khwani-Basar. Sie gehört zu den ältesten Moscheen in der Gegend und stammt aus der Zeit vor der Gründung des Staates Pakistan im Jahr 1947.

## Anschlag
Am 4. März 2022 um 12:55 Uhr pakistanischer Zeit fuhr während des Freitagsgebets ein schwarz gekleideter und mit einer Pistole bewaffneter Mann zusammen mit zwei anderen in einer motorisierten Rikscha in der Nähe der Moschee vor. Anschließend ging er allein zu Fuß zum Gebäude. Er schoss auf Polizisten außerhalb der Moschee, von denen zwei tödlich verletzt wurden.
Anschließend betrat der Angreifer die Haupthalle der Moschee und eröffnete das Feuer auf die anwesenden Gläubigen. Sekunden später zündete er eine Sprengstoffweste, die etwa 150 Kugellager und 5 Kilogramm Sprengstoff enthielt, wodurch eine große Explosion ausgelöst wurde. Die Sprengstoffweste wurde von seinem großen Schal und der dunklen Farbe seiner Kleidung verdeckt. Einem Zeugen zufolge habe der Angreifer den Sprengstoff gezündet, als er die Minbar erreichte, während der Generalinspekteur der Polizei angab, der Angreifer habe in der dritten Reihe der Moschee seine Bombe gezündet.

## Opfer
56 bzw. 57 Menschen sowie der Täter kamen direkt ums Leben, weitere 196 wurden verletzt. Die Opfer wurden ins Lady Reading Hospital gebracht, zehn davon befanden sich in kritischem Zustand. Ein Sprecher des Krankenhauses gab am nächsten Tag bekannt, dass mindestens 37 Menschen sich weiterhin im Krankenhaus befänden, über Nacht waren sechs weitere Menschen gestorben, was die Gesamtzahl der Todesopfer auf 63 erhöhte.
Einem Polizeibeamten zufolge verursachten die dem Sprengsatz beigefügten Kugellager die meisten Todesfälle, viele Opfer verloren durch Granatsplitter Gliedmaßen. Unter den Toten war der beliebte Gebetsleiter Allama Irshad Hussein Khalil. Zwei Beamte, die verletzt wurden, als sich der Angreifer der Moschee näherte, starben noch am Tatort.
Das Attentat war der tödlichste Angriff in Pakistan seit den Terroranschlägen in Mastung und Bannu im Jahr 2018. Im Jahr 2023 starben bei einem ähnlichen Bombenanschlag in Peschawar 83 Menschen.

## Folgen
Am 5. März 2022 bekannte sich der Islamische Staat – Provinz Khorasan über die Nachrichtenagentur Amaq zu dem Anschlag und identifizierte den Selbstmordattentäter als Julaybib al-Kabli. In einer Pressekonferenz am nächsten Tag gaben Sicherheitsbeamte bekannt, dass der vom IS veröffentlichte Name ein Pseudonym sei und sie den Angreifer identifiziert hätten. Der Attentäter war ein afghanischer Staatsbürger, der vor Jahrzehnten nach Pakistan ausgewandert war. Zuvor war er von seinen Eltern als vermisst gemeldet worden, diese vermuteten, er hätte sich dem Islamischen Staat angeschlossen.
Dem Bundesminister für Information und Rundfunk Fawad Chaudhry zufolge seien drei Ermittlungsteams zur Untersuchung des Angriffs eingesetzt worden. Am 5. März 2022 teilte der Sprecher der Provinzregierung mit, dass der Fahrer der Rikscha festgenommen worden sei.
Am Abend des 4. März 2022 und am nächsten Morgen fanden am Kohati Gate die Beerdigungen für 24 Opfer statt. Die Bestattungen, an denen Hunderte teilnahmen, standen unter strenger Sicherheitskontrolle, einschließlich Spürhunden und Leibesvisitationen sowohl durch die Polizei als auch durch Sicherheitskräfte der schiitischen Gemeinde. Die schiitische Gemeinde kritisierte anschließend, die Sicherheitsvorkehrungen der Regierung im Vorfeld des Angriffs sei zu lasch gewesen. Sie forderte besseren Schutz für ihre Mitglieder und organisierte am Abend des 4. März landesweite Proteste zur Verurteilung des Angriffs.

## Reaktionen

### Regierung
Der pakistanische Premierminister Imran Khan verurteilte den Angriff auf die Moschee und gab an, er beaufsichtige die Situation persönlich und koordiniere die zuständigen Behörden.
Innenminister Sheikh Rasheed Ahmad kondemnierte den Angriff und beschrieb ihn als Teil einer Verschwörung zur Schaffung von Instabilität während des ersten Tour der australischen Cricket-Nationalmannschaft im Land seit 24 Jahren, die an diesem Tag in Rawalpindi begann. Aufgrund historisch bedingter Sicherheitsbedenken, die unter anderem durch den Angriff auf das Cricketteam Sri Lankas in Lahore im Jahr 2009 ausgelöst wurden, fanden internationale Cricket-Veranstaltungen seitdem größtenteils in den Vereinigten Arabischen Emiraten statt. Erst kurz zuvor begannen erste internationale Mannschaften wieder nach Pakistan zu reisen und so war Pakistan im Jahr 2022 wieder Gastgeber von Cricket-Spielen.
Außenminister Shah Mehmood Qureshi behauptete, er wisse, wer für den Anschlag verantwortlich sei und wer den Attentätern Waffen und Ressourcen zur Verfügung gestellt habe, um Pakistan zu destabilisieren. Chaudhry beschrieb den Angriff in einer Erklärung auf Twitter als Teil einer „großen Verschwörung“ gegen das Land.

### Andere
Der Anwaltsrat von Khyber Pakhtunkhwa kündigte für den 5. März aus Solidarität mit den Opfern einen Streik vor allen Gerichten der Provinz an.
Azad Marshall von der Church of Pakistan verurteilte den Angriff und forderte die Regierung auf, mehr zur Sicherung und zum Schutz der Religionsfreiheit zu unternehmen, welche er als deren „grundlegende ethische und gesetzliche Verantwortung“ bezeichnete.

### International
Der Resident Coordinator und der Humanitarian Coordinator der Vereinten Nationen in Pakistan sowie der UN-Sicherheitsrat verurteilten den Anschlag.
Die Regierungen Ägyptens, des Iran, Saudi-Arabiens, der Vereinigten Arabischen Emirate und der Vereinigten Staaten von Amerika verurteilten das Attentat ebenfalls. Die Taliban-Regierung Afghanistans kondemnierte den Angriff durch Sprecher Zabiullah Mudschahid.
Darüber hinaus verurteilten der Erzbischof von Canterbury Justin Welby, der iranische Geistliche Ammar al-Hakim sowie Muqtada as-Sadr und Ajatollah Ali as-Sistani den Angriff.

## Anti-Terror-Operation
Das Counter Terrorism Department (CTD) führte am 9. März 2022 mit Unterstützung anderer Strafverfolgungsbehörden eine Razzia im Gebiet Regi Lalma an der Distriktgrenze Peschawar-Khyber in Khyber Pakhtunkhwa durch. Dabei wurden drei Terroristen getötet, die versuchten, in die Stadt Peschawar einzudringen. CTD-Insidern zufolge gehörten sie zu einem Netzwerk, das an dem Selbstmordanschlag auf die Kocha-Risaldar-Imambargah-Moschee in Peshawar und anderen Angriffen auf Strafverfolgungsbehörden beteiligt war, darunter auch an der Tötung von Polizisten. Bei der Razzia wurden automatische Schusswaffen, Granaten und Munition sichergestellt.